# 1904 في الجزائر
الأحداث من عام 1904 في الجزائر.

## المواليد
13 فبراير ولد ضابط زياد الدين مهند ضابط جزائري